# Gulkindad rosella
Gulkindad rosella (Platycercus icterotis) är en fågel i familjen östpapegojor inom ordningen papegojfåglar.

## Utseende och läte
Gulkindad rosella är en röd och grön rosella med gul kind hos adulta fåglar. Mer percist är den fläckad i grönt och svart (eller rött) ovan, med rött på undersida och hjässa, blått på övergumpen och blå vingar. Adulta hanen är mer intensiv i färgerna än honan, medan ungfågeln saknar gul kind och är generellt grönare. Lätet består av en långsam och ringande dubblerad ton. Även tjattrande ljud kan höras.

## Utbredning och systematik
Gulkindad rosella delas in i två underarter med följande utbredning:
- Platycercus icterotis icterotis – förekommer i kustområden i sydvästligaste hörnet av Australien
- Platycercus icterotis xanthogenys – förekommer i torra inlandet i sydvästligaste hörnet av Australien

## Levnadssätt
Gulkindad rosella hittas i öppna skogsmiljöer och parker. Där ses den vanligen födosöka på marken.

## Status och hot
Arten har ett stort utbredningsområde, men tros minska i antal, dock inte tillräckligt kraftigt för att den ska betraktas som hotad. Internationella naturvårdsunionen IUCN listar arten som livskraftig (LC).

## Bilder

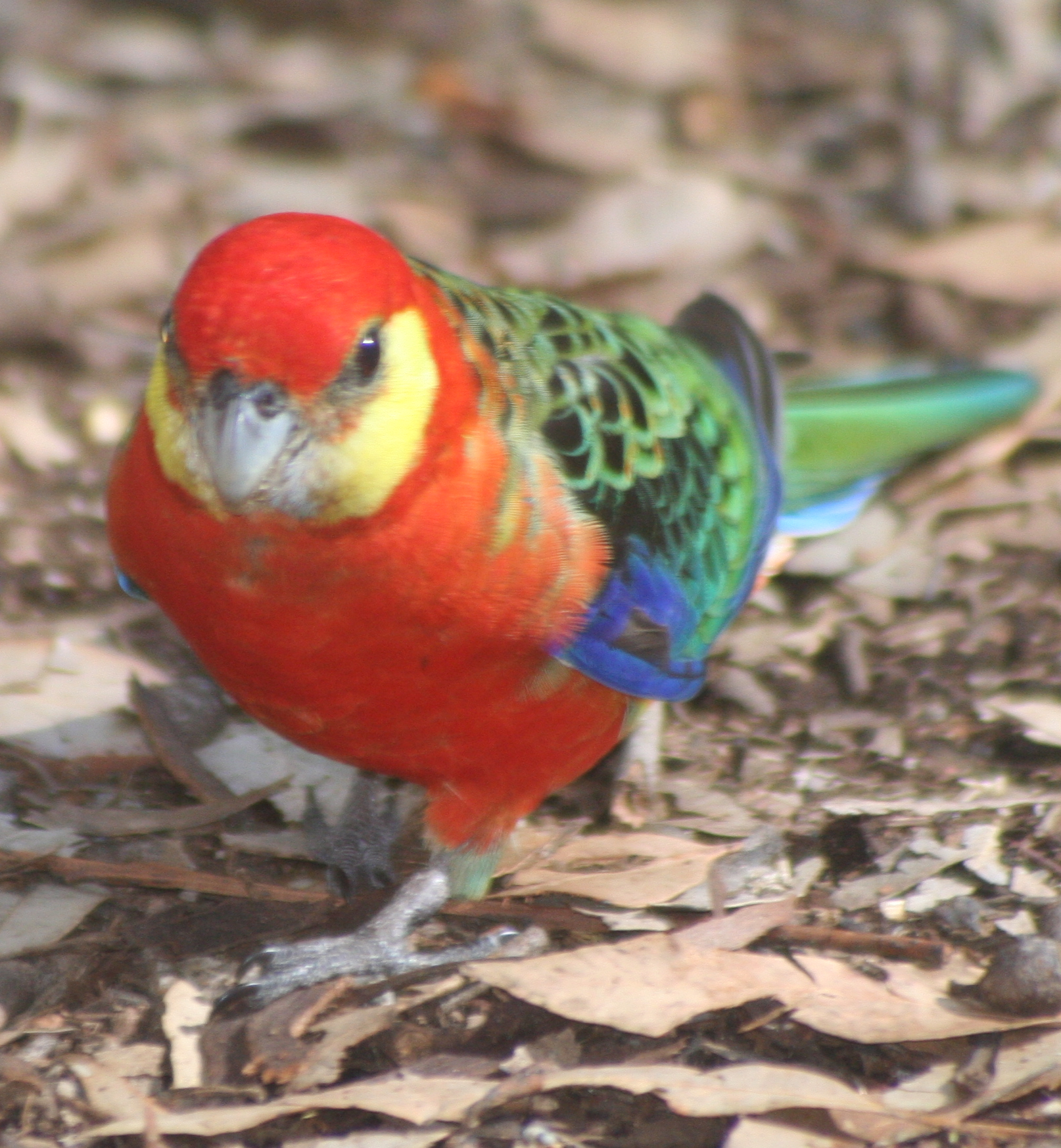
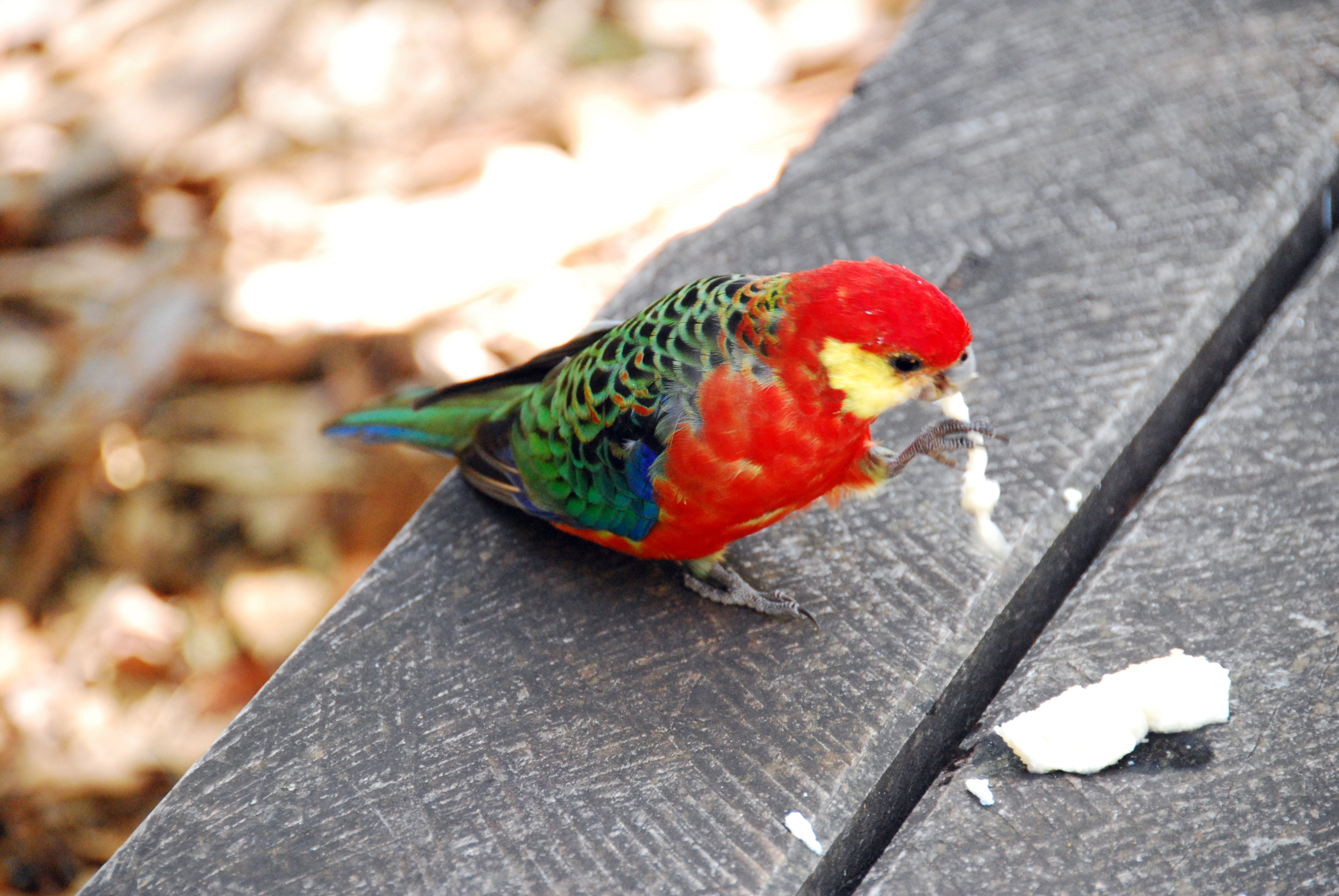
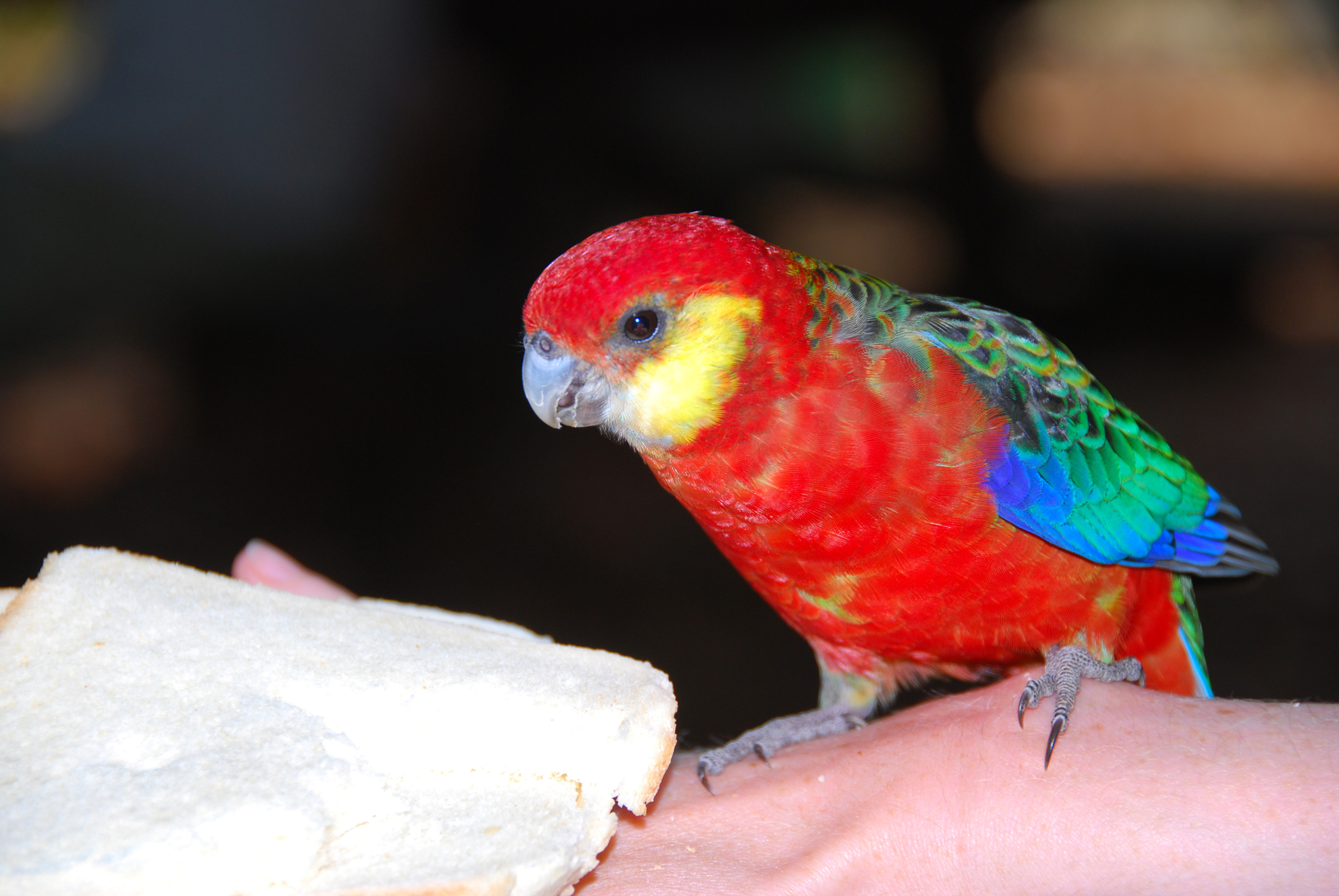